# Торђано
Торђано (итал. Torgiano) је насеље у Италији у округу Перуђа, региону Умбрија.
Према процени из 2011. у насељу је живело 2816 становника. Насеље се налази на надморској висини од 200 м.

## Становништво
Према резултатима пописа становништва 2011. у општини је живело 6.520 становника.
| 1931. | 1936. | 1951. | 1961. | 1971. | 1981. | 1991. | 2001. | 2011. |
| ----- | ----- | ----- | ----- | ----- | ----- | ----- | ----- | ----- |
| 4.838 | 5.004 | 5.472 | 5.079 | 4.565 | 4.724 | 5.015 | 5.406 | 6.520 |

## Партнерски градови
- Боа Гијом